# Savoia-Marchetti SM.95
Savoia-Marchetti SM.95 là một loại máy bay vận tải tầm trung của Ý, bay lần đầu năm 1943. Nó là một mẫu máy bay kế tục Savoia-Marchetti SM.75.

## Quốc gia sử dụng

### Dân sự
Italy
- LATI (Linee Aeree Transcontinentali Italiane)

 Ý – Sau chiến tranh
- Alitalia

 Egypt - Sau chiến tranh
- SAIDE

### Quân sự
Italy
- Regia Aeronautica

 Ý - Sau chiến tranh
- Aeronautica Militare

## Tính năng kỹ chiến thuật (SM.95)
Dữ liệu lấy từ World Encyclopedia of Civil Aircraft 
Đặc điểm tổng quát
- Kíp lái: 4-5
- Sức chứa: 20-38 hành khách
- Chiều dài: 24,77 m (81 ft 3 in)
- Sải cánh: 34,28 m (112 ft 5¾ in)
- Chiều cao: 5,25 m (17 ft 2½ in)
- Diện tích cánh: 128,3 m² (1.381 ft²)
- Trọng lượng rỗng: 13.310 kg (29.282 lb)
- Trọng lượng có tải: 21.655 kg (47.641 lb)
- Động cơ: 4 × Alfa Romeo 128 RC.18, 634 kW (850 hp)  mỗi chiếc

 Hiệu suất bay 
- Vận tốc cực đại: 361 km/h (195 kn, 224 mph)
- Vận tốc hành trình: 315 km/h (170 knot, 196 mph)
- Tầm bay: 2.000 km (1.080 nmi, 1.240 mi)
- Trần bay: 6.350 m (20.830 ft)